# Kantonale Mittelschule Uri

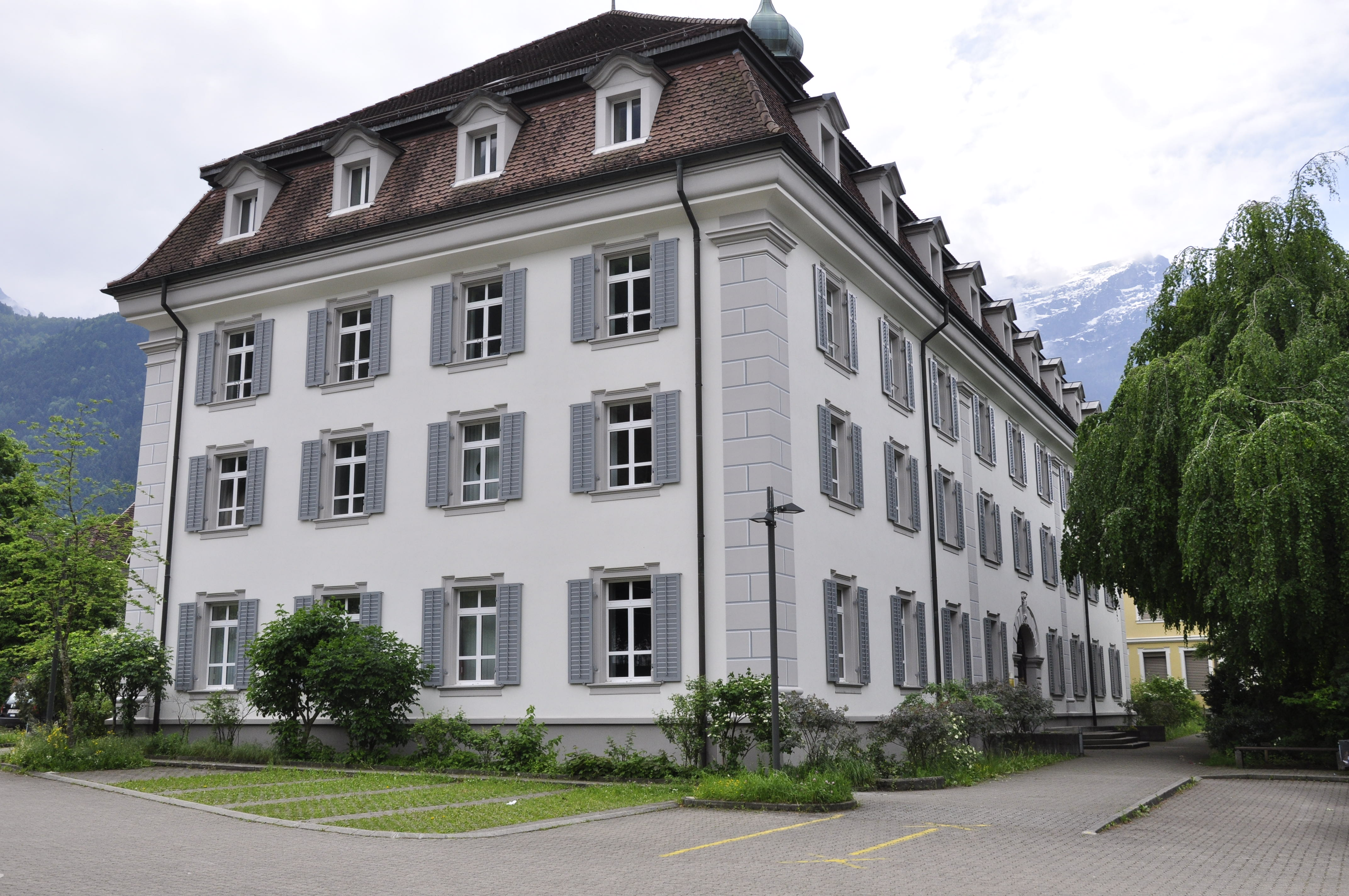
Das 1906 erbaute Hauptgebäude der Kantonalen Mittelschule Uri

Die Kantonale Mittelschule Uri (KMSU) in Altdorf UR ist das einzige öffentliche Gymnasium des Kantons Uri. Die Schule wurde 1906 von Benediktinern als Kollegium Karl Borromäus gegründet und im Jahr 1978 dem Kanton übergeben. In der Alltagssprache heisst sie immer noch Kollegi.

## Geschichte
Die Schule wurde 1906 von Benediktinern des Klosters Mariastein gegründet und dem heiligen Karl Borromäus gewidmet. Im ersten Schuljahr besuchten 131 Schüler das Gymnasium, wovon 62 im hauseigenen Internat wohnten. Zwischen 1934 und 1937 wurde südlich des Hauptgebäudes ein weiteres Schulgebäude angebaut, welches später nochmals vergrössert wurde.
1975 wurden das hauseigene Internat geschlossen und die Räumlichkeiten für den Schulbetrieb umgebaut. Die verbleibenden Internen wurden im Internat St. Josef der Mariannhiller Missionare untergebracht. 1978 ging die Trägerschaft auf den Kanton Uri über, bevor sich die Benediktiner auf Ende Schuljahr 1980/81 definitiv aus dem Schuldienst zurückzogen. Da die Schülerzahlen am Internat weiter zurückgingen, schloss auch das Internat St. Josef im Juli 1994.

## Infrastruktur
Das Hauptgebäude aus dem Jahr 1906 mit der östlich angebauten Kapelle ist als Kulturgut von regionaler Bedeutung (B-Objekt) geschützt.
Die Schulräumlichkeiten bestehen aus dem Hauptgebäude, dem daran angebauten Mitteltrakt aus den Dreissigerjahren und dem mittels Passerelle verbundenen Südtrakt. Die Kapelle mit einer Goll-Orgel aus dem Jahr 1915 wird heute hauptsächlich als Aula verwendet. Ebenfalls unterrichtet wird im ehemaligen Lehrerseminar, welches rund 350 Meter entfernt an der Klausenstrasse in der Nachbargemeinde Bürglen liegt. Weiter befinden sich auf dem Schulgelände eine Doppelturnhalle, ein Sportplatz, eine 100-Meter-Laufbahn und ein 2014 umgebauter Aufenthaltsraum.

## Angebot
Das Gymnasium bietet die Schwerpunktfächer «Physik und Anwendungen der Mathematik (PAM)», «Wirtschaft und Recht», «Spanisch», «Italienisch», «Musik» und «Bildnerisches Gestalten (BG)» an. Bis zur Matura 2019 wurde ebenfalls «Latein» angeboten.
Seit 2016 bietet das Gymnasium einen zweisprachigen Maturitätslehrgang an, wobei die Fächer Biologie, Chemie, Geografie, Geschichte und Physik ab der vierten Klasse in englischer Sprache unterrichtet werden.
Pro Jahrgangsstufe gibt es etwa drei Klassen. Eine davon wird bilingual geführt.
Neben dem obligatorischen Unterricht bietet die Schule diverse Freifächer an. Die Kollegimusik, der Kollegichor und das Kollegiorchester veranstalten jährlich zwei Konzerte, während das Kollegitheater jeden Frühling ein Stück auf die Bühne bringt.

## Schüler (Auswahl)
- Felix Aschwanden (1938–2024), Lehrer sowie Sachbuchautor und Lexikograph
- Sabine Dahinden (* 1968), Fernsehmoderatorin
- Lukas von Deschwanden (* 1989), Handballspieler
- Flavio Gisler (* 1989), Politiker und Jurist
- Gabi Huber (* 1956), Politikerin
- Filippo Leutenegger (* 1952), Journalist, Nationalrat und Zürcher Stadtrat
- Markus Lusser (1931–1998), Jurist und Präsident der Schweizerischen Nationalbank
- Bruno Risi (* 1968), Radrennfahrer
- Andreas Schmid (* 1957), Jurist und Manager
- Hansruedi Stadler (* 1953), ehemaliger Landammann und Ständerat von Uri
- Carmen Walker Späh (* 1958), Regierungsrätin Kanton Zürich